# Karl Koch (Theologe)

Karl Koch

Jakob Emil Karl Koch (* 6. Oktober 1876 in Witten/Ruhr; † 28. Oktober 1951 in Bielefeld) war ein evangelischer Theologe, Mitglied der Bekennenden Kirche und von 1945 bis 1949 Präses der Evangelischen Kirche von Westfalen in Bielefeld.

## Leben
Der Sohn des Postschaffners Karl Friedrich Emil Koch und der Margarethe Koch, geb. Morschüring, besuchte von 1886 bis 1895 das Realgymnasium in Witten und machte dort das Abitur. Am Gymnasium in Hagen lernte er Lateinisch, Griechisch, Hebräisch und studierte von 1896 bis 1897 Theologie u. a. an der Universität Greifswald. Zwischen 1897 und 1900 war er an der Universität Bonn und legte 1900 und 1902 im Konsistorium Münster das erste bzw. zweite theologische Examen ab. Sein Vikariat absolvierte er in Rehme bei Bad Oeynhausen. In Schalke wurde er am 30. November 1902 zum Geistlichen Amt ordiniert.
Im Jahre 1902 trat Karl Koch den Hilfspredigerdienst in Feudingen im Wittgensteiner Land an und wenig später in Schalke. 1904 wurde er Pfarrer in der westfälischen Provinzialkirche und war in verschiedenen Gemeinden tätig: 1904–1914 in Holtrup, 1914–1916 in Bünde (1915–1916 im Pfarrbezirk Ennigloh) bei Herford und dann von 1916 bis 1949 in Bad Oeynhausen. Am 1. November 1905 heiratete er in Eisbergen Marie Sophie Engeling. 1927 wurde Koch in das nebenamtlich ausgeübte Superintendentenamt des Kirchenkreises Vlotho gewählt. Dieses Amt nahm er bis 1948 wahr. 1927 wählte ihn außerdem die westfälische Provinzialsynode zu ihrem Präses.
Als die Evangelische Kirche von Westfalen auf maßgebliches Betreiben von Karl Koch 1945 ihre Selbständigkeit erklärte, wurde er ihr erster Präses mit einem Aufgabenbereich, der den des Bischofsamtes anderer Landeskirchen deutlich übertraf, da es nicht nur die geistliche Leitung umfasste, sondern auch den Vorsitz in der Provinzial- bzw. Landessynode und im Landeskirchenamt. Diese Tätigkeit übte Koch bis zum 7. Januar 1949 aus, als Ernst Wilm sein Nachfolger wurde.

## Politisches Wirken
Das politische Engagement Kochs fiel hauptsächlich in die Zeit der Weimarer Republik. Er war von 1918 bis 1933 Mitglied der Deutschnationalen Volkspartei (DNVP), langjähriger Vorsitzender des Landesverbandes Westfalen-Nord und ständiges Mitglied des Parteivorstandes. An der preußischen verfassunggebenden Landesversammlung nahm Koch teil und war von 1919 bis 1933 Mitglied des Preußischen Landtags, von 1930 bis 1932 auch des Reichstags.
Mit der Machtübernahme der Nationalsozialisten im Jahre 1933 endete seine politische Tätigkeit. Nach dem Krieg wollte die Kirche nicht auf seine politische Erfahrung verzichten: Der Rat der Evangelischen Kirche in Deutschland (EKD) beauftragte ihn zusammen mit dem rheinischen Präses Heinrich Held, die evangelische Kirche bei den Beratungen zum Grundgesetz der Bundesrepublik Deutschland zu vertreten.

## Wirken im Kirchenkampf
Karl Koch griff ab 1933 in den kirchenpolitischen Kampf gegen das Dritte Reich ein. An leitender Stelle der Bekennenden Kirche setzte er sich gegen das Eindringen deutschchristlicher und nationalsozialistischer Ideologie zur Wehr. In den Leitungsgremien der westfälischen Provinzialkirche, der preußischen Landeskirche und der Reichskirche suchte er den Ausgleich zwischen den kirchlichen Interessensgruppen und bemühte sich auch um Kompromissbereitschaft gegenüber dem Staat.
Nach den Kirchenwahlen vom 23. Juli 1933 behielt Koch zunächst das Amt des Präses der westfälischen Provinzialsynode, das er seit 1927 innehatte. Nach der Schließung der Provinzialsynode durch die Gestapo am 16. März 1934 konstituierte sich noch am gleichen Tag die Westfälische Bekenntnissynode, die Karl Koch an die Spitze des zu ihrer Leitung bestimmten Bruderrates wählte.
Am 21. März 1934 versetzte der DC-Reichsbischof Ludwig Müller Koch in den einstweiligen Ruhestand; dieser übte aber dennoch seine Amtstätigkeit weiter aus. Erst nach dem Zusammenbruch des Kirchenregiments des Reichsbischofs im November 1934 bestätigte das Konsistorium in Münster Karl Koch am 26. Februar 1935 wieder in seinen Ämtern; die aufgelöste Provinzialsynode wurde jedoch nicht wiederhergestellt. Für die nichtdeutschchristlichen Pfarrer und Kirchengemeinden nahm Karl Koch von 1936 bis 1945 das Amt der Geistlichen Leitung wahr (während dies für die DC-orientierten Pfarrer und Kirchengemeinden der Münsteraner Pfarrer Walter Fiebig ausübte).
Da Koch nun der Zugriff auf die Kirchenverwaltung in Münster verwehrt war, installierte er ab 1936 eine eigene Geschäftsführung des „Arbeitskreises der Geistlichen Leitung Präses D. Koch“, die der Bielefelder Pfarrer Karl Pawlowski übernahm. Zusammen mit Pawlowski wehrte sich Karl Koch ab 1937 erbittert gegen die Übernahme evangelischer Kinder- und Jugendhilfeeinrichtungen durch die Nationalsozialistische Volkswohlfahrt. Im Falle der Kinderheilanstalten Grünau und Bethesda in Bad Salzuflen sowie der Anstalt in Bad Sassendorf gelang den beiden die Abwehr.
Von 1934 bis 1936 war Koch außerdem Vorsitzender des Bruderrates der Evangelische Kirche der altpreußischen Union und ihres Rates sowie Präses der ersten vier altpreußischen Bekenntnissynoden. Im Vorsitz des altpreußischen Landesbruderrates folgte ihm Friedrich Müller.
Auch auf der Ebene der Reichskirche war Karl Koch tätig. Seit Herbst 1933 gehörte er als einer der wenigen Persönlichkeiten der älteren Generation, die ein kirchenleitendes Amt bekleideten, dem von Pfarrer Martin Niemöller gegründeten Pfarrernotbund an, dann wurde er Vorsitzender des Reichsbruderrates, Mitglied des Rates der Deutschen Evangelischen Kirche (DEK) und Präses der Bekenntnissynode der DEK sowie Leiter ihres Büros in Bad Oeynhausen. 1934 war Koch Mitglied der ersten vorläufigen Kirchenleitung der DEK unter Vorsitz des hannoverschen Landesbischofs August Marahrens.
In der Zeit des „Dritten Reiches“ bemühte sich Koch um ökumenische Kontakte. 1934 wurde er auf der Versammlung des Rates für Praktisches Christentum in Fanö (Dänemark) in den Rat gewählt. 1936 nahm er an einer Ratstagung in Chamby teil.
1937 gehörte er zu denen, die Die Erklärung der 96 evangelischen Kirchenführer gegen Alfred Rosenberg wegen dessen Schrift Protestantische Rompilger unterzeichneten.

## Wirken ab 1945
Wesentlich dem entschlossenen Wirken Karl Kochs ist es zuzuschreiben, dass sich die Kirchenprovinz Westfalen 1945 aus der Evangelischen Kirche der altpreußischen Union löste und am 13. Juni 1945 zur Evangelischen Kirche von Westfalen verselbständigte. Am Rande der Treysaer Kirchenversammlung Ende August 1945 wurde dieser Schritt zur Verselbständigung der westfälischen wie auch der übrigen altpreußischen Provinzialkirchen auf Betreiben Kochs im Zuge der sogenannten Treysaer Vereinbarung gegen das Bestreben des Berliner Bischofs Otto Dibelius akzeptiert.
Die neu gebildete Kirchenleitung der Evangelischen Kirche von Westfalen unter Leitung von Präses Koch veranlasste zudem, dass Bielefeld zum Sitz der westfälischen evangelischen Kirchenleitung wie auch des Landeskirchenamtes bestimmt wurde; die bisher durch das Konsistorium in Münster wahrgenommene Verwaltung wurde dort eingestellt.
Im Oktober 1946 entsandte die westfälische Landeskirche Präses Karl Koch als Delegierten zur Ökumenischen Tagung nach Herford.
Er setzte sich als Präses der Evangelischen Kirche von Westfalen für den Aufbau der Kirche des Landes maßgebend ein. So initiierte er unter anderem gemeinsam mit seinem Vertrauten aus Kirchenkampf-Zeiten, dem Bielefelder Pfarrer Karl Pawlowski die Schaffung des „Evangelischen Hilfswerks von Westfalen“ und förderte mit ihm und Birger Forell die Errichtung der „Flüchtlingsstadt Espelkamp“ sowie die Planung des dortigen Ludwig-Steil-Hofes.
Bei der konstituierenden Landessynode der Evangelischen Kirche von Westfalen im November 1948 wurde zu Kochs Nachfolger im Präsesamt nicht der von Koch favorisierte Herforder Superintendent Hermann Kunst, sondern der Mennighüffer Gemeindepfarrer Ernst Wilm gewählt. Die Amtsübergabe fand am 7. Januar 1949 statt.
Koch lebte fortan bis zu seinem Tod 1951 weitgehend zurückgezogen; er wurde in Werste bestattet.
Der Nachlass von Karl Koch befindet sich im Landeskirchlichen Archiv Bielefeld.

## Sonstige Funktionen
Von 1929 bis 1933 war Koch stellvertretender und von 1933 bis 1951 Vorsitzender des Westfälischen Preßverbandes.

## Ehrungen
- Am 13. September 1929 verlieh ihm die Evangelisch-theologische Fakultät der Westfälischen Wilhelms-Universität zu Münster die Ehrendoktorwürde; dies erklärt die Namensnennung: „D. Karl Koch“.
- In seinem Wirkungsort Bad Oeynhausen wurde in der Südstadt die Präses-Koch-Straße nach ihm benannt.
- In Osnabrück wurde am Bergerskamp die Karl-Koch-Straße nach ihm benannt.